# Ebelsbach
Ebelsbach er en kommune i Landkreis Haßberge i Regierungsbezirk Unterfranken i den tyske delstat Bayern. Den er administrationsby for Verwaltungsgemeinschaftet af samme navn.

## Geografi
Bækken Ebelsbach løber gennem kommunen; Den har sit udspring i Hofstetten , og munder efter 15 kilometer ud i Altmain ved Eltmann. Ebelsberg (335 moh.) i Naturpark Haßberge, danner kommunegrænsen mod øst, Schönberg (340 moh.) mod nordvest. Ebelsbach udgør sammen med Breitbrunn, Kirchlauter og Stettfeld Verwaltungsgemeinschaft Ebelsbach.
Der et to slotte i Ebelsbach, det ene i byen Ebelsbach (privateje), det andet i Gleisenau (ejes af kommunen).

### Inddeling
Kommunen består ud over Ebelsbach af landsbyerne Gleisenau, Rudendorf, Schönbach, Schönbrunn og Steinbach.